# Lo Batllet
Lo Batllet és un indret del terme municipal de Conca de Dalt, a l'antic terme de Toralla i Serradell, en territori del poble de Toralla.
Està situat a llevant de Toralla i al nord-est de Mascarell, en el serrat que separa les valls de Toralla i de Serradell. És al sud-est del cim de Saviner i al sud-oest del Clot de Matavaques, a ponent de la Gargalla i de lo Tossalet, al nord del Bosc de la Granja de Mascarell. Té just al sud la partida de Cap de Terme.